# Eria gracilicaulis
Eria gracilicaulis är en orkidéart som beskrevs av Friedrich Fritz Wilhelm Ludwig Kraenzlin. Eria gracilicaulis ingår i släktet Eria och familjen orkidéer. Inga underarter finns listade i Catalogue of Life.